# Олейники (Сахновщинский район)
Олейники (укр. Олійники) — село,
Олейниковский сельский совет,
Сахновщинский район,
Харьковская область, Украина.
Код КОАТУУ — 6324886001. Население по переписи 2001 года составляет 703 (329/374 м/ж) человека, а согласно документов XX сессии VI созыва в 2012 году численность населённого пункта составляет 587 человек.
Является административным центром Олейниковского сельского совета, в который, кроме того, входят сёла
Марьевка,
Новомихайловка и
Яковлевка.

## Географическое положение
Село Олейники находится на левом берегу реки Орель,
выше по течению на расстоянии в 2 км расположено село Верхняя Орелька (Первомайский район),
ниже по течению на расстоянии в 2 км расположено село Лиговка,
на противоположном берегу — сёла Нововладимировка, Марьевка, ликвидированное село Михайловка.
Село вытянуто вдоль реки на 9 км.
Рядом проходит автомобильная дорога Т-2109.

## Происхождение названия
- Назван в 1919 году в честь убитого петлюровцами коммуниста Олейника П. А.[1]

## История
- 1823 — в этом году поверенные от обывателей — Федор Винник, Василий Поляцкий и Петр Котляренко указывали в своем прошении к губернатору об учреждении трех слобод: Верхнюю Орель в хуторах Ганебных, Среднюю Орель (Мотузовка) — в хуторах Косенковых, Нижнюю Орель (Лыговка) в хуторах Бутковских, а волостной центр предлагалося учредить в Средней Орели. Предложение рассматривалось почти 1,5 года. За это время обыватели из хуторов просто «забросали» прошениями губернское правление.
- 1825 — по указу императора Александра I Мотузовка в составе Орельских хуторов входящая в Павлоградский уезд отошла к Слободско-Украинской губернии
- 1826 — в рапорте № 46 от 25 мая 1826 года Слободско-Украинского Губернского Казённых дел стряпчего имеются сведения об организации 4-х слобод: 1) Преображенская, 2) Слобода Нижняя Орель из хуторов Косенковых и Бутковых, там же устроен молитвенный дом, 3) Верхняя Орель из хуторов Ганебных и слободы Разсыпной (Ржавец, Кашпоров, Николаенков хутора), 4) Закутнее из хуторов по речке Орельке; в связи с этим можно считать, что впервые упоминается в губернских документах как село Мотузовка (укр. Мотузівка).
- 1863 — на Военно-Топографических Картах Харьковской и Екатеринославской губернии Мотузовка уже довольно большое село занимающее территорию от балки Поросячей перед селом Преображенским расположенным по балке Кабанячей и почти до балки Олейникова перед Лыговкой.
- 1877 — прихожанами закончено строительство деревянной Успенской церкви по проекту Харьковского епархиального архитектора Фёдора Ивановича Данилова.
- 1919 — переименовано в село Олейники[2].
- 1946 — основана школа.
- 1965 — сдано в эксплуатацию новое здание школы.
- 2009 — село Олейники газифицировано[3]

## Экономика
- Частное сельскохозяйственное предприятие «1 Мая».

## Объекты социальной сферы
- Школа.
- Сельский дом культуры.
- Медицинский пункт.
- Сельская библиотека.
- Стадион

## Достопримечательности
- На территории села находится две братских могилы советских воинов и партизан. Одна находится в центре, похоронен 81 человек, другая на центральном кладбище села.

## Известные люди
- Мацегора Григорий Прокопович — (родился в селе Олейники 8 сентября 1934) — заслуженный деятель искусств Украины.